# Webbia
Webbia är ett släkte av skalbaggar. Webbia ingår i familjen vivlar.

## Dottertaxa tillWebbia, i alfabetisk ordning[1]
- Webbia 26-spinatus
- Webbia acutus
- Webbia armifer
- Webbia bakoensis
- Webbia bicornis
- Webbia biformis
- Webbia bituberculatus
- Webbia camphorae
- Webbia ceylonae
- Webbia circumcisus
- Webbia confinis
- Webbia cornutus
- Webbia costulatus
- Webbia cylindricus
- Webbia dasyurus
- Webbia dentatus
- Webbia denticulatus
- Webbia dipterocarpi
- Webbia diversicauda
- Webbia divisus
- Webbia duodecimspinatus
- Webbia duodevigintispinatus
- Webbia gracilis
- Webbia hatanakai
- Webbia imitator
- Webbia kuchingensis
- Webbia medius
- Webbia micrographus
- Webbia minor
- Webbia mucronatus
- Webbia multidentatus
- Webbia obtusipennis
- Webbia obtusispinosus
- Webbia octodecimspinatus
- Webbia orbicularis
- Webbia pabo
- Webbia penicillatus
- Webbia philippinensis
- Webbia picicauda
- Webbia piscecauda
- Webbia platypoides
- Webbia pusillus
- Webbia quadricinctus
- Webbia quattuordecimcostatus
- Webbia quattuordecimspinatus
- Webbia sampsoni
- Webbia sarawakensis
- Webbia seriata
- Webbia similis
- Webbia simplex
- Webbia spinipennis
- Webbia squamatilis
- Webbia sublaevis
- Webbia subuculae
- Webbia suturalis
- Webbia talauricus
- Webbia trepanicauda
- Webbia trigintispinatus
- Webbia turbinatus